# Preecha Sopajaree
Preecha Sopajaree (Thai: ปรีชา โสภจารีย์; * 1951) ist ein thailändischer Badmintonspieler. 

## Karriere
Preecha Sopajaree siegte 1971 erstmals bei den thailändischen Meisterschaften im Mixed mit Sumol Chanklum. Bis 1980 folgten acht weitere nationale Titel. Bei der WBF-Weltmeisterschaft 1978 gewann er Silber im Mixed mit Porntip Buntanon, 1979 Bronze im Mixed mit Thongkam Kingmanee. Im gleichen Jahr siegte er bei den USSR International im Doppel mit Bandid Jaiyen. 1981 erkämpfte er sich Bronze im Mixed mit Jutatip Banjongsilp bei den Südostasienspielen.

## Sportliche Erfolge
| Saison   | Veranstaltung               | Disziplin    | Platz | Name                                      |
| -------- | --------------------------- | ------------ | ----- | ----------------------------------------- |
| 1971     | Thailändische Meisterschaft | Mixed        | 1     | Preecha Sopajaree / Sumol Chanklum        |
| 1975     | Thailändische Meisterschaft | Herrendoppel | 1     | Preecha Sopajaree / Pornchai Sakuntaniyom |
| 1977     | Thailändische Meisterschaft | Mixed        | 1     | Preecha Sopajaree / Porntip Buntanon      |
| 1977     | Thailändische Meisterschaft | Herrendoppel | 1     | Bandid Jaiyen / Preecha Sopajaree         |
| 1978     | WBF-Weltmeisterschaft       | Mixed        | 2     | Preecha Sopajaree / Porntip Buntanon      |
| 1978     | Thailändische Meisterschaft | Mixed        | 1     | Preecha Sopajaree / Porntip Buntanon      |
| 1978     | Thailändische Meisterschaft | Herrendoppel | 1     | Bandid Jaiyen / Preecha Sopajaree         |
| 1979     | WBF-Weltmeisterschaft       | Mixed        | 3     | Preecha Sopajaree / Thongkam Kingmanee    |
| 1979     | USSR International          | Herrendoppel | 1     | Bandid Jaiyen / Preecha Sopajaree         |
| 1979     | Thailändische Meisterschaft | Herrendoppel | 1     | Bandid Jaiyen / Preecha Sopajaree         |
| 1980/WBF | Thailändische Meisterschaft | Mixed        | 1     | Preecha Sopajaree / Jutatip Banjongsilp   |
| 1980/WBF | Thailändische Meisterschaft | Herrendoppel | 1     | Bandid Jaiyen / Preecha Sopajaree         |
| 1981     | Südostasienspiele           | Mixed        | 3     | Preecha Sopajaree / Jutatip Banjongsilp   |